# Museum Warsenhoeck
Museum Warsenhoeck te Nieuwegein, provincie Utrecht, is een lokaal historisch museum dat sinds 1990 is gevestigd in boerderij Geinoord 11 in Park Oudegein. Het museum wordt beheerd en geëxploiteerd door de Historische Kring Nieuwegein, samen met museumwerf Vreeswijk, een andere erfgoedinstelling in die plaats. Het museum is gewijd aan de cultuurhistorie van Nieuwegein, de voormalige gemeenten Jutphaas, Vreeswijk en de middeleeuwse stad Geyne. Sinds 2010 is het een erkend museum.

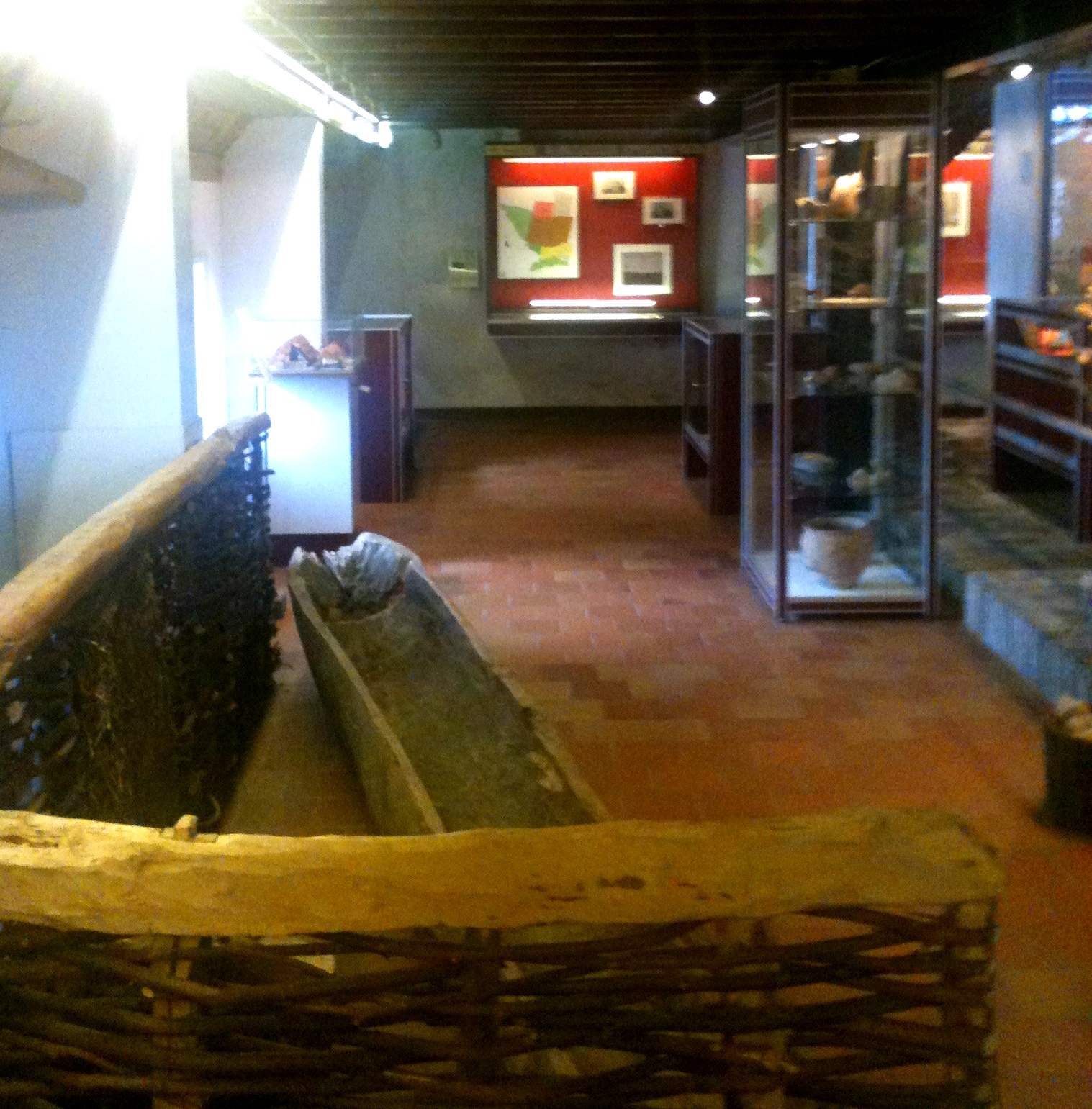
Tijdbalk in Museum Warsenhoeck - 300.000 v.C - 1850

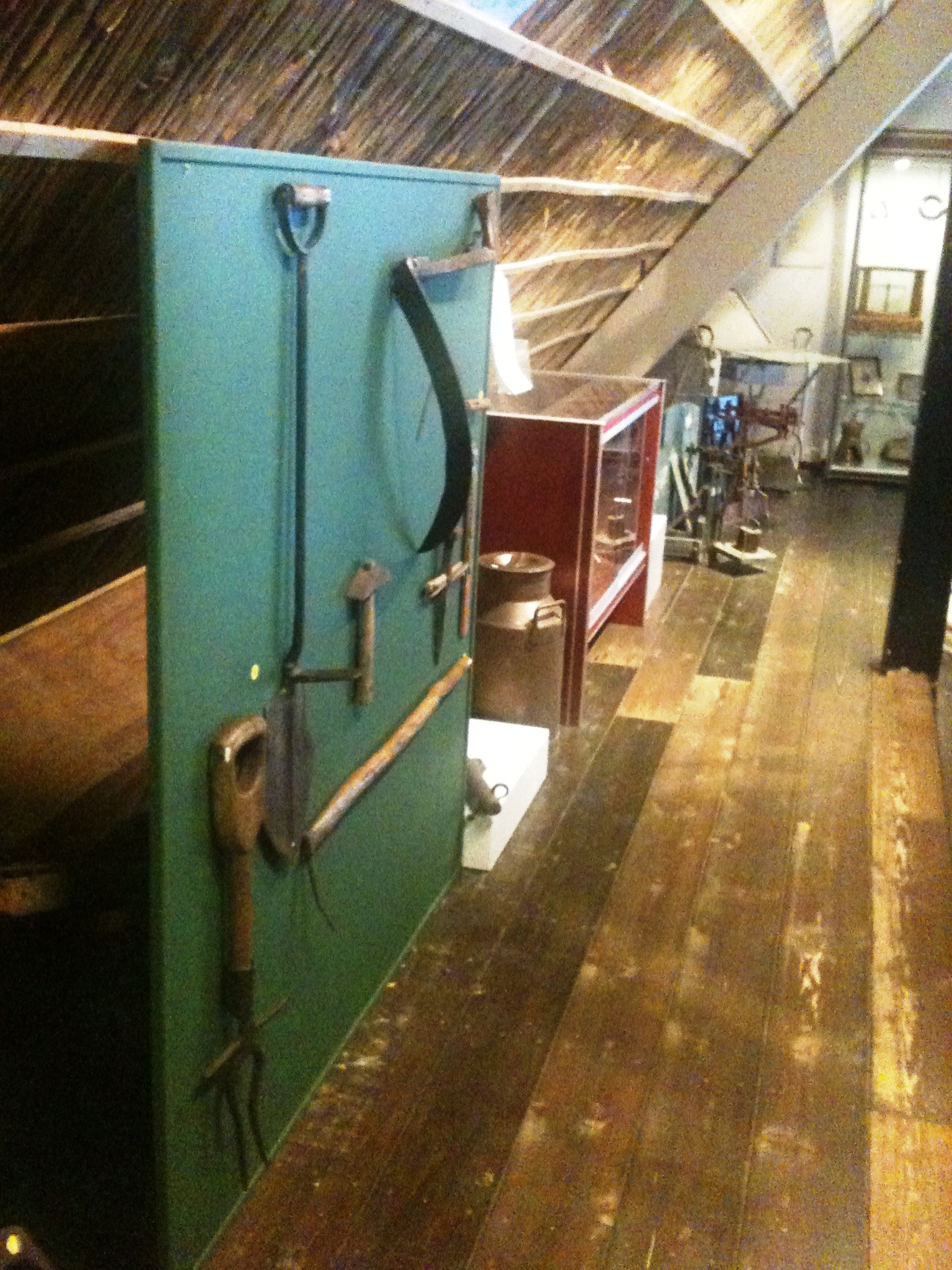
Tentoonstelling over oude materialen en gereedschappen

## Geschiedenis
Op 1 juli 1971 werd de stad Nieuwegein gesticht. Hierbij werden de gemeenten Jutphaas en Vreeswijk opgeheven. Deze bestonden al sinds de middeleeuwen. De nieuwe stad werd vernoemd naar de oude nederzetting in dit gebied, Geyne. Hiervan zijn de oude sporen nog steeds zichtbaar. Zo ligt de oorsprong van Gein op de plek waar Museum Warsenhoeck is gevestigd.

## Museum

### Pand en inrichting
Na een grondige renovatie werd de oude boerderij Geinoord 11 in 1989 opgeleverd. Het museum zelf opende haar deuren in april 1990. Bij de inrichting vormde de nota 'Historisch Museum Nieuwegein' het uitgangspunt. Het historische karakter van de boerderij bleef duidelijk zichtbaar, bij de inrichting van het museum is hier rekening mee gehouden. Op de eerste etage zijn gebruiksvoorwerpen en gereedschappen tentoongesteld afkomstig uit de boerderij. Het museum geeft een overzicht van de geschiedenis van Nieuwegein. Op de begane grond staat de geschiedenis centraal van de dorpen Jutphaas, Vreeswijk en Geyne. Deze permanente expositie, ook wel de tijdbalk genoemd, gaat zo'n 300.000 jaar terug in de tijd. Het museum richt zich met zijn activiteiten vooral op de jeugd en probeert bij deze tijdbalk veel uitleg te geven. Bezoekers kunnen onder meer kennismaken met objecten uit het jidden-paleolithicum (15.000 – 200.000 jaar geleden) die in Jutphaas zijn gedaan, maak ook met het Zwaard van Jutphaas uit de bronstijd. Daarnaast zijn er op eerste verdieping veel foto’s, prenten en gebruiksvoorwerpen te zien. Ook wordt met bewegende beelden de geschiedenis tot leven gebracht en krijgen bezoekers extra uitleg over de historie. Ongeveer drie keer per jaar is er een thema-expositie. Diverse gebruiksvoorwerpen en gereedschappen zijn ook hier te bekijken, voorwerpen die op de boerderij werden gebruikt in de periode van de achttiende tot en met de twintigste eeuw. Op de tweede etage, de voormalig hooizolder, zijn wisselende exposities te zien van amateurkunstenaars uit Nieuwegein.

### Werkwijze
Museum Warsenhoeck kent een eigen collectie en een collectiebeheerder. Het beheer en de exploitatie van het museum zijn volledig in handen van vrijwilligers van de Historische Kring Nieuwegein (HKN). De Werkgroep Exposities van de HKN stelt de tentoonstellingen vast en richt deze ook in. Er is ook een Werkgroep Cultuur Historie die veel historisch onderzoek doet en werkt aan het actualiseren van het museum. Voor diverse exposities maakt het museum ook gebruik van objecten uit de collecties van andere musea of uit privécollecties.

### Museumregistratie
Het museum heeft in september 2013 de museumregistratie behaald. Een officiële registratie en erkenning betekent dat het museum het beheer en de inrichting van het museum op een goede wijze uitvoert. Hierdoor kan zij ook meer bruiklenen voor het inrichten van tentoonstellingen aantrekken.